# Tipperary North (kiesdistrict)

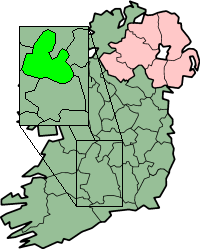
Tipperary North

Tipperay North is een kiesdistrict in de Republiek Ierland voor de verkiezingen voor Dáil Éireann, het lagerhuis van het Ierse parlement. Het district omvat de noordelijke helft van het graafschap. Bij de verkiezingen in 2007 woonden er 56.616 kiesgerechtigden, die 3 leden voor de Dáil konden kiezen.
Bij de verkiezingen in 2007 verloor Fianna Fáil 1 zetel en hield er 1 over. Fine Gael wist die zetel te winnen, de derde zetel bleef in handen van een onafhankelijke kandidaat.